# 司教座聖堂
司教座聖堂（しきょうざせいどう）は、カトリック教会の教区の中心となる教会の聖堂のこと。カテドラル（フランス語: Cathédrale）、大聖堂とも呼ばれる。
東方教会や聖公会で司教座聖堂に相当するものは、日本語では「主教座聖堂」と呼ばれる。ただし正教会においては、大聖堂と主教座聖堂は、必ずしも同義ではない。

## 名称の由来
司教座聖堂とは、司教座（カテドラ、ラテン語: cathedra）(en)が置かれた聖堂のことである。司教座とは、その教区を治める教区長（通常は司教か大司教）が、自分の教区内にいる信徒を教導し、司式するための「着座椅子」のことである。

## 建築様式
司教座聖堂に定まった建築様式は存在しない。例えば東京の司教座聖堂は丹下健三による現代建築である。しかし、歴史的には司教座聖堂は西ヨーロッパにおいて時代ごとに、ロマネスク様式、ゴシック様式、ルネサンス様式、ムデハル様式など様々な様式を生み出してきた。

## 日本のカトリック教会の司教座聖堂
日本のカトリック教会には、三つの教会管区にくくられた15の教区が設けられている。各教区の司教座聖堂は次の通り。
東京教会管区
- 東京大司教区 - 関口教会（東京カテドラル聖マリア大聖堂[1]、丹下健三設計、1964年）
- 札幌教区 - 北一条教会
- 仙台教区 - 元寺小路教会
- 新潟教区 - 新潟教会
- さいたま教区 - 浦和教会
- 横浜教区 - 山手教会（聖心大聖堂、ヤン・ヨセフ・スワガー設計、1933年）

大阪教会管区
- 大阪高松大司教区 - 玉造教会（大阪カテドラル聖マリア大聖堂、長谷部鋭吉設計）
  - 旧司教座聖堂として夙川教会、梅本省三設計
  - 共同司教座聖堂として旧高松教区司教座聖堂であった桜町教会
- 名古屋教区 - 布池教会
- 京都教区 - 河原町教会（京都カテドラル聖フランシスコ・ザビエル大聖堂、2代目聖堂はカール・フロイラーと富家宏泰が設計、1967年）
- 広島教区 - 幟町教会（世界平和記念聖堂、村野藤吾設計）

長崎教会管区
- 長崎大司教区 - 浦上教会（浦上天主堂）
- 福岡教区 - 大名町教会
- 大分教区 - 大分教会
- 鹿児島教区 - 鹿児島カテドラル・ザビエル教会
- 那覇教区 - 開南教会